# 川上天満宮
川上天満宮（かわかみてんまんぐう）は、鹿児島県鹿児島市川上町にある神社。旧社格は無格社。

## 祭神
- 菅原道真公（すがわらのみちざねこう）
- 正妻・北御方吉祥女（きたのおかたきちじょうにょ）

## 歴史
この地は鎌倉幕府（源頼朝）より島津氏が守護として領地を与えられてた後、島津氏家臣である川上氏が治めていた。創建は不詳だが、島津家5代当主である島津貞久が京都の北野天満宮より御霊勧請をしたことのが始まりとされている。五穀豊穣、無病息災を祈願し島津氏は三つの宮を作り、18代家久の代まで新年の正月には必ず参詣していた社である。
鹿児島三社の一角、三ノ宮になる。【補足】一ノ宮・一ノ宮神社
　　　　二ノ宮・鹿児島神社

## 祭礼
- 2月25日（春祭り)
- 6月25日（夏祭り、六月灯）
- 11月25日（秋祭り）

## 現地情報
所在地
- 鹿児島県鹿児島市川上町834